# ساویکا چایی‌دج
ساویکا چایی‌دج که همچنین با نام ساویکا چایی‌دچ (تایلندی: สาวิกา ไชยเดช؛ زادهٔ ۱۹ ژوئن ۱۹۸۶) تلفظ می‌شود، با نام مستعار پینکی (พิ้งกี้)، بازیگر و خواننده تایلندی است.

## فیلم‌شناسی
| سال  | نام فیلم                     | نقش            | نکات  |
| ---- | ---------------------------- | -------------- | ----- |
| ۲۰۰۵ | مرد مقدس หลวงพี่เท่ง            | پانینگ         | [ ۳ ] |
| ۲۰۱۲ | جن دارا: سرآغاز จันดารา ปฐมบท | های-سین / دارا |       |
| ۲۰۱۳ | جن دارا: آخرین จันดารา ปัจฉิมบท | های-سین / دارا |       |
| ۲۰۲۰ | خدمتکار The Maid สาวลับใช้     | اوما           | [ ۴ ] |